# 张锡媛
张锡媛（1907年10月28日—1930年1月），邓小平的第一任妻子。

## 生平
張茜本名張錫瑗，1907年10月28日生於直隶省顺天府房山县。:22父親張鏡海是鐵路工人，姐妹三人，她是其中最大，两位妹妹分别是张锡瑞、张锡珍（张晓梅）。父亲張鏡海因二·七大罷工被通緝:22。張錫瑗又名西遠、希園，河北良鄉（今屬北京房山區）人，比鄧小4歲，父親是良鄉鐵路站站長；1922年入保定直隸第二女子師範學校讀書；1924年加入中國共產黨青年團，並擔任學校團組織負責人，參與學生驅趕校長，作為學生代表之一赴北京、天津宣傳學生運動；同年加入中國國民黨並任中國國民黨保定市監察委員；1925年隨父親到北京，入清明中學讀書，同時任中國國民黨北京市婦女部秘書，參加國民會議促成會活動；受李大釗影響接受共產主義思想，於同年加入中國共產黨；11月被派往蘇聯莫斯科中山大學學習，俄文名字叫多加多娃；1926年回國，1927年在保定參與領導鐵路工人罷工，後調到中共中央機關秘書處工作:107-108。
1924年，就读于保定第二女子师范学校。1925年，全家遷居北京，三姐妹同時加入共青團，在中国共产党北方區委創辦學校學習，深受李大釗教誨，不久張錫瑗正式加入中國共產黨:22－23。1925年11月，張錫瑗与妹妹张锡瑞、陈绍禹进入苏联莫斯科中山大学学习，与邓小平相识。
1927年张锡瑗回国，受中共中央指示進入中共中央秘書處，在上海與鄧小平一起工作:23。1928年，兩人因相愛而结婚。:231928年冬，鄧小平在上海與中國共產黨員張錫媛結婚:218。1929年夏，鄧小平趕赴廣西策劃左右江起義，張留在上海，鄧經常往返廣西和上海向中共中央匯報工作。:231930年初，鄧回到上海時，妻子張錫瑗臨產住進寶隆醫院；鄧到醫院照看妻子，張錫瑗生下孩子沒過幾天患產褥熱去世，孩子隨後夭折:147。1930年1月，張产子后患产褥热，因難產而死時，鄧小平在廣西還不知道:23。